# Бушулей (станція)
Бушулей (рос. Бушулей) — станція Могочинського регіону Забайкальської залізниці Росії, розташована на дільниці Куенга — Бамівська між станціями Алеур (відстань — 28 км) і Жирекен (10 км). Відстань до ст. Куенга — 97 км, до ст. Бамівська — 652 км; до транзитного пункту Каримська — 329 км.